# Skraveltjärnen (Arvidsjaurs socken, Lappland, 729620-168333)
Skraveltjärnen är en sjö i Arvidsjaurs kommun i Lappland och ingår i Piteälvens huvudavrinningsområde. Sjön har en area på 0,11 kvadratkilometer och ligger 303,1 meter över havet.

## Delavrinningsområde
Skraveltjärnen ingår i det delavrinningsområde (729549-168345) som SMHI kallar för Mynnar i Tjautjerbäcken. Medelhöjden är 336 meter över havet och ytan är 5,82 kvadratkilometer. Det finns inga avrinningsområden uppströms utan avrinningsområdet är högsta punkten. Vattendraget som avvattnar avrinningsområdet har biflödesordning 4, vilket innebär att vattnet flödar genom totalt 4 vattendrag innan det når havet efter 139 kilometer. Avrinningsområdet består mestadels av skog (80 procent) och sankmarker (13 procent). Avrinningsområdet har 0,14 kvadratkilometer vattenytor vilket ger det en sjöprocent på 2,5 procent.